# Hulhumalé
Cette page contient des caractères et des mots thâna comme ހ ou ފ. En cas de problème, consultez l’article Thâna ou testez votre navigateur.
Ne doit pas être confondu avec Hulhulé.
Hulhumalé, en divehi ހުޅުމާލެ, est une île des Maldives située dans l'atoll Malé Nord. Elle est le résultat de l'agrandissement sur la mer d'une petite île originelle dans le cadre d'un vaste projet immobilier visant à apporter une solution à la surpopulation de l'île et ville de Malé, la capitale du pays située non loin au sud-ouest,.

## Géographie

### Localisation
Hulhumalé est située dans le centre des Maldives, dans le sud-est de l'atoll Malé Nord. Elle est baignée par la mer des Laquedives, une mer de l'océan Indien ; le lagon de l'atoll Malé Nord est situé à l'ouest et le grand large vers l'est.
Elle est entourée par quelques îles proches qui sont Farukolhufushi au nord, Vihamanaafushi au nord-ouest, Hulhulé, Dhoonidhoo et Funadhoo au sud-ouest. Malé, la capitale des Maldives, est située à trois kilomètres au sud-ouest, au-delà de l'île d'Hulhulé distante d'un kilomètre et qui abrite l'aéroport international de Malé.

### Relief
À l'origine, Hulhumalé était une petite île de forme allongée orientée dans le sens nord-sud. Une partie de l'île est encore visible dans le rivage occidental de la nouvelle île, formant une irrégularité dans le littoral rectiligne de la côte artificielle. Hulhumalé a été agrandie à partir de 1997 aux dépens du lagon jusqu'à former une île de 1,88 km2. Celle-ci à la forme d'un trapèze aux côtes rectilignes. À la pointe Sud de l'île, une chaussée de 1 800 mètres de longueur et de 40 mètres de largeur la relie à l'île d'Hulhulé,.
L'île est découpée en plusieurs quartiers qui abriteront des logements, des industries, des bureaux, des commerces, etc. L'île sera accessible par voie maritime via une jetée sur sa côte occidentale et par voie terrestre depuis l'île d'Hulhumalé via la chaussée venant du Sud.

## Histoire
Le projet de créer de nouvelles terres pour résoudre le problème de la surpopulation de Malé mais aussi pour soutenir le tourisme et la pêche, les deux secteurs les plus importants de l'économie maldivienne, s'est concrétisé à partir de 1997 avec le début des travaux. En effet, l'île abritera un hôtel avec marina ainsi qu'un port de pêche. La première phase s'est terminée en 2002 : l'île fait alors 1,88 km2 de superficie et une chaussée la relie à Hulhulé au sud. Début 2004, les futures rues sont tracées et asphaltées, les premiers immeubles d'habitation et de services sortent de terre et les premiers habitants s'installent : ils sont 1 000 au milieu de l'année. La seconde phase des travaux qui permettra un nouvel agrandissement sera terminée en 2020 selon le calendrier. L'île comptera alors 60 000 habitants.
Le 26 décembre 2004 à 9h20 heure locale, Hulhumalé, de même que le reste des Maldives, est touchée par le tsunami parti d'Indonésie. Arrivé par l'est, il submerge l'île avec des vagues d'environ deux mètres de hauteur qui contournent l'île par le nord. Les protections en béton du littoral sont endommagées et bien que certaines aient été transportées jusqu'à quinze mètres à l'intérieur de l'île, le plus gros des dégâts est causé par le reflux. La chaussée reliant Hulhumalé à Hulhulé n'a pas été épargnée par les vagues, la route devenant impraticable en certains endroits en raison de son érosion.
Les trois îles de Malé, Hulhulé et Hulhumalé sont désormais reliées par le pont Sinamalé, assurant une continuité territoriale entre la capitale (Malé), son aéroport (Hulhulé) et une nouvelle zone d'extension urbaine (Hulhumalé).